# Attonitus
Attonitus es un  género de peces de la familia Characidaeen el orden de los Characiformes.

## Especies
Hay tres especies en este género:
- Attonitus bounites Vari & H. Ortega, 2000
- Attonitus ephimeros Vari & H. Ortega, 2000
- Attonitus irisae Vari & H. Ortega, 2000